# 콩코르드 협정
콩코르드 협정(Concorde Agreement)은 국제 자동차 연맹(FIA), 포뮬러 원 팀들과 포뮬러 원 그룹 간에 팀들이 어떤 방식으로 경주할지, 텔레비전 수익과 상금이 어떻게 나뉠지 결정한 계약이다. 계약의 조항들은 비밀이며, 첫번째 협정이 1981년에 맺어졌고 1987년, 1992년, 1997년, 1998년, 2009년, 2013년에 새로 협정이 맺어졌으며 현재 2021년에 맺어진 협정이 사용되고 있다.

## 1981년 협정
1979년 포뮬러 원의 규정을 관장하는 FIA 하위 조직인 국제 스포츠 위원회(Commission Sportive Internationale)가 해체되었으며 그 역할이 국제 자동차 스포츠 연맹(Fédération Internationale du Sport Automobile, FISA)으로 이관되었다. FISA는 포뮬러 원 팀들의 이익을 대변한 포뮬러 원 제조사 연맹(Formula One Constructors Association, FOCA)과 마찰을 빚었다. FOCA의 최고 책임자는 버니 애클레스톤이었으며 그의 법률 자문은 맥스 모슬리였는데, 당시 FISA 회장은 장마리 발레스트르였다.
두 조직 간의 갈등은 여러 경주의 취소와 무효를 불러왔다. 굳이어가 포뮬러 원에서 철수할 의사를 밝히자 애클레스톤은 팀 관리자들과 발레스트르, FISA 대표자들과 프랑스 파리 콩코르드 광장에 있는 FIA 본부에서의 회의를 주선했다. 1981년 1월 19일 13시간 간의 협상 끝에 이해관계자들이 광장의 이름을 딴 첫 콩코르드 협정에 서명하였다.
계약의 내용은 대부분 알려지지 않았으나, 서명한 팀들은 모든 경주에 참여해야 하며 또한 참여할 권리를 보장받는 것으로 알려져 있다. 또한 FOCA는 포뮬러 원 경주를 텔레비전 중계할 수 있는 권한을 가지며, 그 권한은 버니 애클레스톤이 소유한 포뮬러 원 프로모션 앤 어드미니스트레이션(Formula One Promotions and Administration)이 임대하도록 하였다. 첫번째 협정은 1987년 12월 31일에 만료되었다.